# Paul Tudor Jones

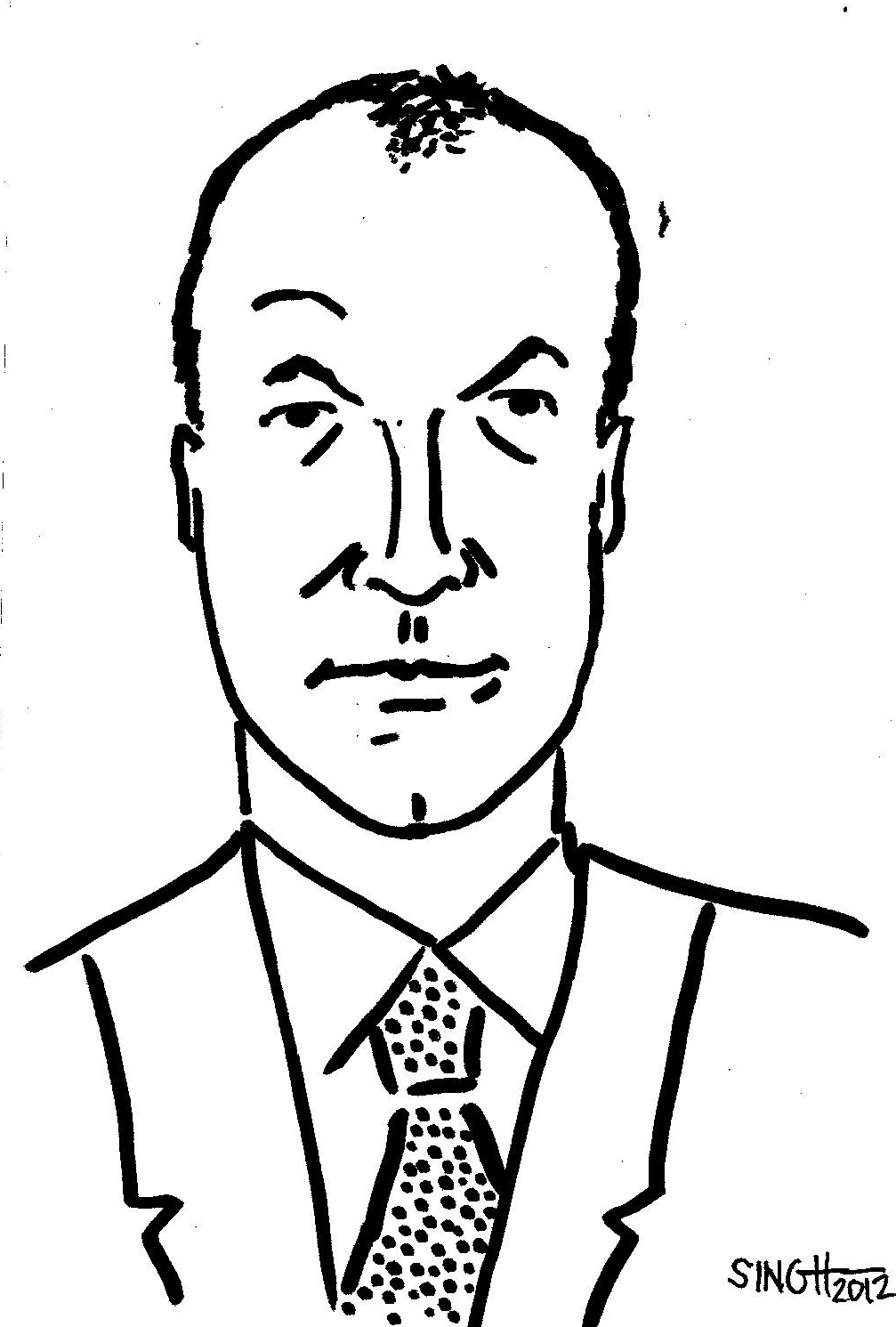
Zeichnung von Paul Tudor Jones

Paul Tudor Jones II (* 28. September 1954 in Memphis, Tennessee) ist ein US-amerikanischer Hedgefonds-Manager und Philanthrop. Im Jahr 1980 gründete er die Tudor Investment Corporation, eine Vermögensverwaltungsgesellschaft mit Sitz in Stamford, Connecticut. Er ist auch der Gründer der Robin Hood Foundation, einer Wohltätigkeitsorganisation. Sein Vermögen wurde 2023 auf 8,1 Milliarden US-Dollar geschätzt.

## Laufbahn
Jones wurde in Memphis geboren. Sein Vater, John Paul "Jack" Jones, war Jurist für Transportrecht in einem Büro neben der Zeitung Daily News, die seit 1886 im Besitz seiner Familie ist und von der Jack Jones 34 Jahre lang Herausgeber war. Im Jahr 1976 erwarb er einen Bachelor in Wirtschaftswissenschaften an der University of Virginia. In den 1980er Jahren wurde Jones an der Harvard Business School angenommen, besuchte sie aber nicht. Nach seinem Abschluss an der University of Virginia bat Jones 1976 seinen Cousin William Dunavant Jr. um eine Einführung in den Handel, Dunavant war der CEO von Dunavant Enterprises, einem der größten Baumwollhändler der Welt. Dunavant schickte Jones zu einem Gespräch mit dem Rohstoffmakler Eli Tullis in New Orleans. Tullis vertrat einige der größten Baumwollhändler der Welt. Tullis stellte Jones ein und betreute ihn beim Handel mit Baumwoll-Futures an der New Yorker Baumwollbörse. Eli Tullis feuerte Jones, als dieser nach einer Partynacht in New Orleans an seinem Schreibtisch einschlief.
Danach arbeitete Jones vier Jahre lang als Händler für den Broker EF Hutton. 1980 gründete Jones die Tudor Investment Corporation, seine eigene Vermögensverwaltungsgesellschaft. Jones nutzte seine Erfahrungen im Baumwollhandel, um sich auf andere Rohstoffe und Finanzinstrumente wie Aktienindexkontrakte und Devisentermingeschäfte zu verlegen. Seine als Globalmakrohandel bekannte Anlagestrategie setzt dabei auf die Vorhersage von kurzfristigen globalen wirtschaftlichen und politischen Ereignissen und versucht davon mithilfe von Währungs- und Aktienspekulationen zu profitieren. Einer der ersten und größten Erfolge von Jones war die Vorhersage des Schwarzen Montags im Jahr 1987, bei der er sein Geld aufgrund umfangreicher Short-Positionen verdreifachte. Im Jahr 1987 erzielte Jones' Tudor' mit seinen Wetten auf einen Zusammenbruch des US-Aktienmarktes eine Rendite von 125,9 Prozent nach Abzug der Gebühren und verdiente damit schätzungsweise 100 Millionen Dollar. Jones sagte auch das Platzen der japanischen Bubble Economy vorher und profitierte davon.
Jones ist seit 1988 mit Sonia Jones verheiratet und Vater von vier Kinder. Im selben Jahr gründete er die Robin Hood Foundation, welche Wohltätigkeitsprojekte in New York City unterstützt.  Im Jahr 1993 war Jones Mitbegründer der Everglades Foundation, die sich für den Schutz der Everglades, tropischer Feuchtgebiete in Florida, einsetzt. Im Jahr 2019 haben sich Tudor Jones und seine Frau dem Giving Pledge angeschlossen.

## Kontroversen
1990 bekannte sich Jones schuldig, auf seinem Jagdgrundstück an der Ostküste von Maryland 86 Hektar geschützter Feuchtgebiete ohne Genehmigung mit 1.400 Kubikmetern Kies zerstört zu haben. Jones wurde zu einer Geldstrafe in Höhe von 1 Million Dollar und einer Entschädigung in Höhe von 1 Million Dollar an die National Fish and Wildlife Foundation verurteilt und vermied durch sein Schuldbekenntnis eine mögliche Gefängnisstrafe.
2013 sagte Paul Tudor Jones an der University of Virginia, dass Frauen weniger gute Aktienhändler als Männer seinen, weil sie Kinder bekommen würden und sich dann nicht mehr auf ihren Beruf konzentrieren könnten. Nachdem er für die Aussage kritisiert worden war, entschuldigte er sich für sie.
Jones war ein Freund des inzwischen verurteilten Sexualstraftäters Harvey Weinstein und Mitglied des Vorstands seiner The Weinstein Company. Als Weinstein 2017 zunehmend unter Druck geriet, schrieb Jones ihm eine E-Mail, in der er ihn ermutigte, dass die Untersuchungen bald enden würden, und ihm riet, wie er seinen Ruf wiederherstellen könne. Jones distanzierte sich später von Weinstein.

## Politische Spenden
Als politisch Unabhängiger hat Jones zahlreichen demokratischen und republikanischen Kandidaten Geld gespendet. Im Jahr 2012 spendete er 200.000 Dollar an Mitt Romney. Während der Präsidentschaftswahlen 2008 veranstaltete Jones in seinem Haus in Greenwich eine Benefizveranstaltung für 500 Personen für den damaligen Kandidaten Barack Obama. Jones spendete auch für die Präsidentschaftskampagnen von John McCain und Rudy Giuliani.